# كينيث غراهام
كينيث غراهام (بالإنجليزية: Kenneth Grahame)‏ (و. 1859 – 1932 م) هو كاتب، وروائي، وكاتب للأطفال، من المملكة المتحدة، ولد في إدنبرة، توفي في باركشير، عن عمر يناهز 73 عاماً.

## أعمال بارزة
من أهم أعماله:
- الريح في الصفصاف.

## وصلات خارجية
- كينيث غراهام على موقع IMDb (الإنجليزية)
- كينيث غراهام على موقع الموسوعة البريطانية (الإنجليزية)
- كينيث غراهام على موقع ميوزك برينز (الإنجليزية)
- كينيث غراهام على موقع قاعدة بيانات برودواي على الإنترنت (الإنجليزية)
- كينيث غراهام على موقع إن إن دي بي (الإنجليزية)
- كينيث غراهام على موقع ديسكوغز (الإنجليزية)
- كينيث غراهام على موقع قاعدة بيانات الفيلم (الإنجليزية)